# フレッチャー・クリスチャン

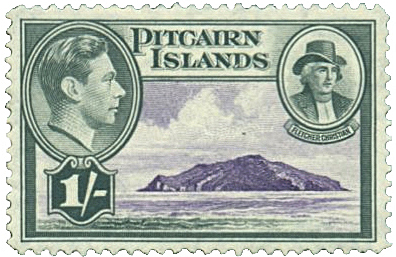
ジョージ6世とクリスチャンが描かれたピトケアン諸島の切手（1940年）

フレッチャー・クリスチャン（Fletcher Christian、1764年9月25日 - 1793年10月3日）は、バウンティ号の反乱者のリーダーである。
フレッチャー・クリスチャンは詩人ウィリアム・ワーズワースと遠い親戚であり、同級生の地元の詩人アイザック・ウィルキンソンはクリスチャンを「穏やかで、気前がよく、開いていて、人道的で、真実で、勇気で早い」と言い好かれる個性があった。

## バウンティ号以前の経歴
1764年9月25日、イギリスのカンバーランドのモーランド・クロスの農場で、父チャールズ・クリスチャンと母アンディグソン・クリスチャンとの間に生まれた。10人兄弟であった。クリスチャン家の先祖はマン島から来ており、農場は先祖から受け継がれてきた。家は裕福な農場の貴族だったが、父が死んだことで財政的に苦しくなった。母はフレッチャーと彼の兄が良い教育を受けられるように計らったが、しかし、1780年に家族はモーランド・クロスの農場を失ってしまう。17歳でクリスチャンは家族を支えるためにイギリス海軍に入り、18歳で海に出て西インド諸島へ航海に出るイギリス軍艦ケンブリッジ号に乗った。そこでウィリアム・ブライ海尉と出会っている。1782年にイギリスに帰って、彼はイザベラと言う若い女性と恋に落ちた。彼女は背が高く筋骨たくましいクリスチャンが好きだったが、結局彼のいとこの一人と結婚する方を選んだ。イザベラにふられて悲嘆に暮れていたクリスチャンだが、海軍に戻って1783年3月、西インド諸島の航海で士官候補生としてイギリス海軍艦ウリディケ号に乗る。そして、彼は海尉心得に昇進した。また、1786年には商船ブリタニア号のクルーに加わってもいる。指揮官はケンブリッジ号の航海で出会ったウィリアム・ブライで、クリスチャンは彼と共に再び西インド諸島に航海に出ることになる。この航海でブライはクリスチャンを次席航海士に昇進させた。

## バウンティ号の航海
1787年にブライは南太平洋への航海のため、王立協会理事長のジョゼフ・バンクス卿によって権限を与えられた。西インド諸島の奴隷の安い食物を発注するため、タヒチからパンノキを西インド諸島へ輸送するためである。ブライが与えられた船は改装された商船ベティア号であったが、バンクス卿によってバウンティ号と名を変えられた。ブライはクリスチャンをバウンティ号の准士官として選び、タヒチへ航海にでた。しかしブライ艦長の態度から船員の多くは不満を抱いていた。1788年から1789年までタヒチに滞在し、パンノキを収穫するのが彼らの目的だったが、島での約6ヶ月間の生活は水夫たちからしてみれば楽園だった。水夫の多くは短気なブライと再び航海に出るのをますます嫌うようになった（3人の水夫が義務を放棄して逃げようとしたため、ブライは鞭打ちを科している）。クリスチャンもその頃、Maimitiというタヒチ女性と恋に落ちていた。

## 反乱とその後
1789年、バウンティ号がタヒチから西インド諸島に立った時、クリスチャンら乗組員たちが、ブライに対しついに反乱を起こした。反乱の後、クリスチャンと支持者の水夫たちはブライとブライの支持者たちをバウンティ号から追放し、バウンティ号を乗っ取ってタヒチへ戻った。
1789年9月にクリスチャンは南海の未知の島に定住しようと覚悟を決め、22人の反乱者のうち、14人をタヒチに残し、12人のタヒチ人男女数人（クリスチャンが恋をしたMaimitiも含む）を連れて、隠れ住むための未知の無人島を探しに航海にでた。1790年1月15日にクリスチャンたちはピトケアン島に辿り着き、ここに住みついた。1793年、一緒に連れて来たタヒチ人の反乱によって5人が死んだ。クリスチャンも巻き込まれて死んだとされているが、イギリスの捕鯨船などでイギリスに戻ったと言う噂もあった。
1790年、クリスチャンと妻の1人Maimitiとの間に長男サースディ・オクトバー・クリスチャンと次男チャールズ・クリスチャン、長女メアリー・アン・クリスチャンが生まれている。息子のサースディ・オクトバー・クリスチャンは反乱事件から18年後の1808年2月、アメリカの捕鯨船トパーズ号がピトケアン島を初見した時、彼はカヌーでトパーズ号に近づき、メイヒュー・フォルジャー船長を出迎えた。そして流暢な英語でフォルジャー船長に挨拶をし、自分はフレッチャー・クリスチャンの息子である事などを明かした。島に上陸したフォルジャー船長は老いたジョン・アダムズや子供達やポリネシア人の女性達と出会っている。
オクトバー・クリスチャンにはサースディ・オクトバー・クリスチャン2世ら6人の子供がおり、ピトケアン諸島の島司を務めたスティーブ・クリスチャンはオクトバー・クリスチャン2世の子孫であった。
映画『戦艦バウンティ』(1960)のために建造されたレプリカ船バウンティ(en)は、撮影後は実際に帆船として運用されていたが、2012年のハリケーン・サンディに遭遇して沈没した。死亡した船員のクローデン・クリスチャンは、フレッチャーの子孫であるという（バウンティ (帆船)#再建造）。
小惑星(3265) Fletcherはフレッチャーにちなんで命名された。